# 뷜렌트 에제비트
무스타파 뷜렌트 에제비트(Mustafa Bülent Ecevit, 1925년 5월 28일~2006년 11월 5일)는 터키의 정치인, 시인, 작가로, 터키 공화인민당의 지도자였으며, 후에 터키 민주좌파당의 지도자로서 네 차례(1974년, 1977년, 1978년~1979년, 1999년~2002년) 에 걸쳐 터키의 총리를 지냈다. 1925년 이스탄불에서 태어났으며, 2006년 앙카라에서 숨졌다.

## 생애

### 자라난 내력
에제비트는 이스탄불에서 태어나, 이스탄불 로버트 칼리지 (Robert College)를 비롯해 앙카라 대학교, 런던 대학교, 하버드 대학교에서 공부하였다. 1946년부터 1950년까지 런던 주재 대사관에서 일했으며, 1950년부터 1961년까지 터키 공화인민당의 기관지 울루스 (Ulus) 에 들어가 기자로 일하였다.

### 초기 정치 활동
1957년, 에제비트는 터키 총 선거에서 공화인민당 소속으로 앙카라 선거구에 출마해 대국민의회 의원으로 첫 당선되었다. 1961년부터 1965년까지 이스메트 이뇌뉘 정권에서 노동장관을 지냈으며, 1965년 총 선거에서 공화인민당이 쉴레이만 데미렐 (Süleyman Demirel)의 정의당 (Adalet Partisi) 에게 패해자, 그는 공화인민당의 새 노선으로 중도 좌파 (Ortanın Solu)의 사회민주주의 노선을 표방하였다.

### 공화인민당 지도자 시절
1972년, 이스메트 이뇌뉘의 뒤를 이어 공화인민당의 지도자가 되었으며, 1974년 네즈메틴 에르바칸 (Necmettin Erbakan) 이 이끄는 국가구제당 (Milli Selâmet Partisi) 과 연립 행정부를 구성하고, 터키의 총리가 되었다. 총리 재임 중, 터키계 주민을 보호한다는 이유로 그리스가 키프로스에서 일으킨 군사 쿠데타에 군사 개입을 결정하였다. 1977년 총 선거에서 그가 이끄는 공화인민당은 제1당이 되었으나, 하원에서의 행정부불신임안이 가결돼 총리 직에서 물러났다. 1978년, 제3차 행정부 조직에 성공해 좌익연립정부의 총리가 되는 데 성공했으나, 경제 혼란과 좌우 대립의 격화 등으로 지지를 잃고, 1979년 쉴레이만 데미렐에게 정권을 내줬다.
경제와 정치 혼란이 정점에 달한 1980년 9월, 에제비트는 케난 에브렌 (Kenan Evren) 에 의한 군사 쿠데타로 쉴레이만 데미렐, 네즈메틴 에르바칸을 비롯한 다른 유력 정치인들과 함께 체포되어 투옥되었으며, 군부로 인해 그가 이끄는 공화인민당도 해산되었다.

### 1980년대 이후
정치 활동을 탄압 받았던 에제비트는, 1985년에 부인 라흐샨 에제비트 (Rahşan Ecevit)를 지도자로 하는 민주좌익당을 결성하였다. 1987년 정치 활동 금지가 해제된 그는, 1989년 민주좌익당의 지도자로 선출되었다. 1991년, 민주좌익당은 총 선거에서 의석을 획득하기 위한 최저 득표 비율로 여겨지는 10%를 가까스로 넘기는 표를 획득하였고, 에제비트는 11년 만에 국정에 복귀하였다.
에제비트의 민주좌익당은 1994년 총 선거에서 큰 폭으로 의석을 늘렸으며, 1997년 나즈메틴 에르바칸의 복지당 (Refah Partisi) 을 중심으로 하는 연립 정권이 사임한 후 조직된 조국당 (Anavatan Partisi), 민주당 (Doğru Yol Partisi) 과의 3당 연립 메수트 이을마즈 (Mesut Yılmaz) 정권에 들어가 부 (副) 총리가 되었다.

### 네 번째 총리직 수행

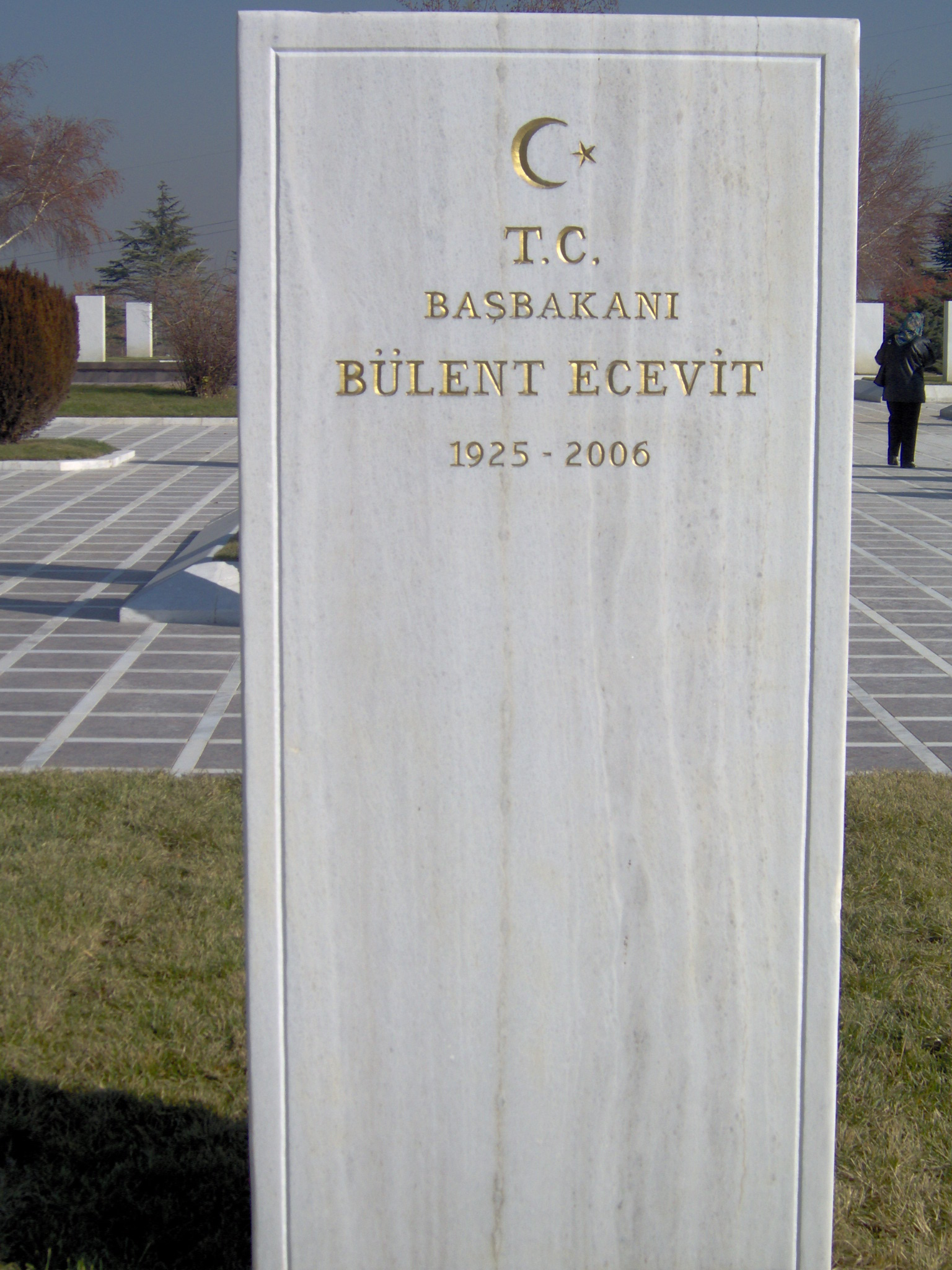
에제비트의 묘표

1998년, 을마즈 정권이 무너지면서, 대통령 쉴레이만 데미렐은 에제비트에게 행정부 조성을 명령, 중도 좌파의 민주좌익당과 중도 우파의 조국당, 데블레트 바첼리 (Devlet Bahçeli) 가 이끄는 민족주의 정당 민족주의자 운동당 (Milliyetçi Hareket Partisi) 이 연립해 에제비트 정권이 발족되었다.
에제비트 정권은 연립 각 당을 아울러도 과반수에 못 미친 소수 정권이며, 곧 총 선거가 예정돼 있던 것 때문에 선거 관리 행정부으로 보였으나, 총 선거 직전에 쿠르드인 독립 운동의 급진 게릴라 조직인 쿠르드 노동자당의 지도자 압둘라 외잘란 (Abdullah Öcalan) 이 터키 정부에 생포된 것을 계기로 지지율이 크게 올라 상황이 달라졌다.
1999년 총선거에서 민주좌익당은 제1당이 되었고, 에제비트는 안정 다수를 획득한 연립 정권 아래에서 다시 총리가 되었다. 선거 후, 에제비트 정권은 안정 다수를 기초로 정체하고 있던 유럽 연합 가입을 향한 경제·인권 문제의 개혁에 힘썼으나, 정권 내의 불일치, 민주좌익당 내의 대립, 기록적인 인플레이션에 의한 경제 혼란과 거듭되는 금융 위기로 위기에 몰렸고, 덩달아 고령인 에제비트 수상의 건강 문제가 표면화되면서 지지를 잃어 갔다.
2001년, 금융 위기로 국제 통화 기금 (IMF)의 지원을 받아 터키 출신의 세계 은행 부총재 케말 데르비스를 경제장관에 초빙해 재건을 꾀했으나, 2002년 에제비트의 입원을 계기로 한 정치 위기로 각료들이 무더기 사임하자, 정권의 상황이 크게 악화되었다.
에제비트의 연립 정권은 2002년 터키 총선에서 민주좌익당이 대패를 당해 무너졌고, 에제비트는 의석 상실 후에도 정치 활동을 계속했으나, 2004년 민주좌익당의 지도자 직에서 물러났다. 2006년 5월, 에제비트는 뇌출혈로 쓰러져 앙카라의 병원에 입원하였고, 반년 가깝게 의식 불명 상태로 있다가, 그 해 11월 사망하였다. 사후에는 터키 국립 묘지 (Devlet Mezarlığı) 에 묻혔다.

## 저작물

### 시
- Işığı Taştan Oydum (I Carved Light Out Of Stone) (1978)
- El Ele Büyüttük Sevgiyi (We Raised Love Hand In Hand) (1997)

### 정치 관련
- Ortanın Solu (Left of the Center) (1966)
- Bu Düzen Değişmelidir (This Order Should Change) (1968)
- Atatürk ve Devrimcilik (Atatürk and Revolutionism) (1970)
- Kurultaylar ve Sonrası (Party Congresses and After) (1972)
- Demokratik Sol ve Hükümet Bunalımı (Democratic Left and Government Crisis) (1974)
- Demokratik Solda Temel Kavramlar ve Sorunlar (Basic Definitions and Problems in Democratic Left) (1975)
- Dış Politika (Foreign Policy) (1975)
- Dünya-Türkiye-Milliyetçilik (World-Turkey-Nationalism) (1975)
- Toplum-Siyaset-Yönetim (Society-Politics-Government) (1975)
- İşçi-Köylü El Ele (Workers and Peasants Hand in Hand) (1976)
- Türkiye / 1965-1975 (Turkey / 1965-1975) (1976)
- Umut Yılı: 1977 (Year of Hope: 1977) (1977)